# Ministère des Affaires étrangères (République démocratique allemande)
Pour les articles homonymes, voir Ministère des Affaires étrangères.
Le ministère des Affaires étrangères (en allemand : Ministerium für Auswärtige Angelegenheiten, en forme courte MfAA, surnommé Aumi) est le département ministériel responsable de la politique étrangère et des relations diplomatiques entre 1949 et 1990 en République démocratique allemande (RDA).
Créé dès la fondation de l'Allemagne de l'Est en 1949, il précède de six ans son homologue ouest-allemand. Il est dissous au profit de ce dernier 41 ans plus tard, en conséquence de la réunification.

## Missions

### Organisation
Le ministère des Affaires étrangères était à la tête du service diplomatique de la RDA, représentée par le ministre des Affaires étrangères, ainsi que plusieurs vice-ministres des Affaires étrangères et secrétaires d'État. Les décisions politiques globales en matière de diplomatie sont nonobstant prises par la section de politique étrangère du Conseil d'État ainsi que celle du bureau politique du Parti socialiste unifié d'Allemagne (SED).

## Liste des ministres
| Titulaire | Titulaire          | Dates du mandat  | Dates du mandat  | Parti |
| --------- | ------------------ | ---------------- | ---------------- | ----- |
|           | Georg Dertinger    | 12 octobre 1949  | 15 janvier 1953  | CDU   |
|           | Anton Ackermann    | 15 janvier 1953  | 1er octobre 1953 | SED   |
|           | Lothar Bolz        | 1er octobre 1953 | 24 juin 1965     | SED   |
|           | Otto Winzer        | 24 juin 1965     | 20 janvier 1975  | SED   |
|           | Oskar Fischer      | 3 mars 1975      | 12 avril 1990    | SED   |
|           | Markus Meckel      | 12 avril 1990    | 20 août 1990     | SDP   |
|           | Lothar de Maizière | 20 août 1990     | 2 octobre 1990   | CDU   |

### Bâtiment
Il était situé le long de l'ancienne Schinkelplatz (Marx-Engels-Platz), Friedrichswerder, dans le quartier de Berlin-Mitte, juste à côté de l'église. Le bâtiment était blanc, long de 145 mètres et haut de 44 mètres de haut. Il avait été construit entre 1964 et 1967 selon les plans des architectes Josef Kaiser, Heinz Aust, Gerhard Lehmann et Lothar Kwasnitza. Il a été démoli en 1996 pour des motifs d'urbanisme, afin de faire place à la reconstruction du quartier historique de la ville, notamment de la Berliner Bauakademie.

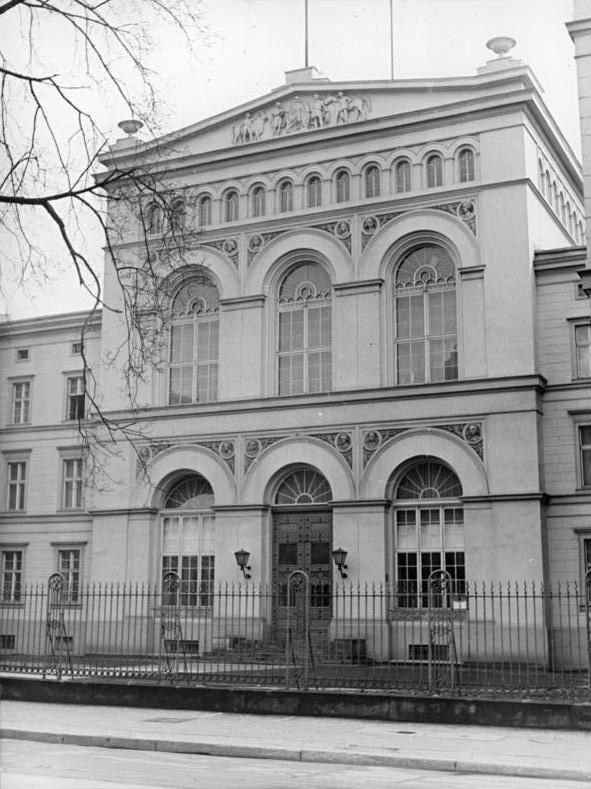
Siège principal entre 1949 et 1967 sur la Luisenstraße.
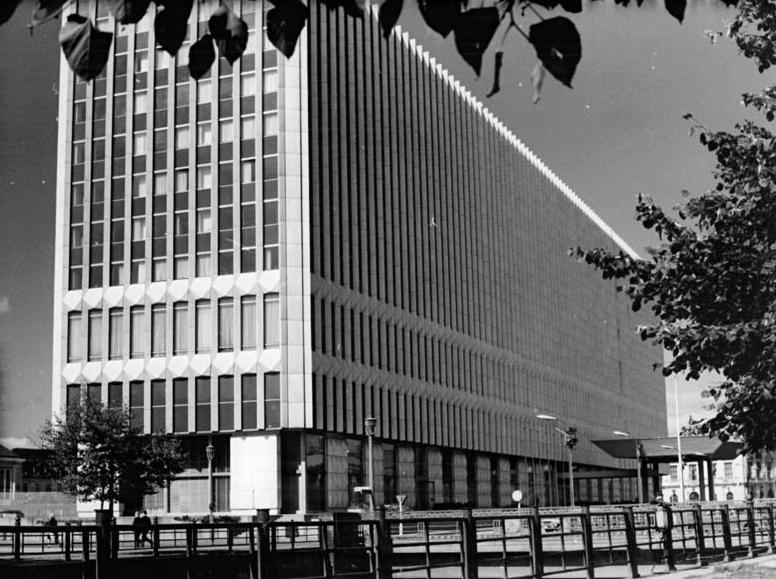
Siège principal entre 1967 et 1990 sur la Marx-Engels-Platz.
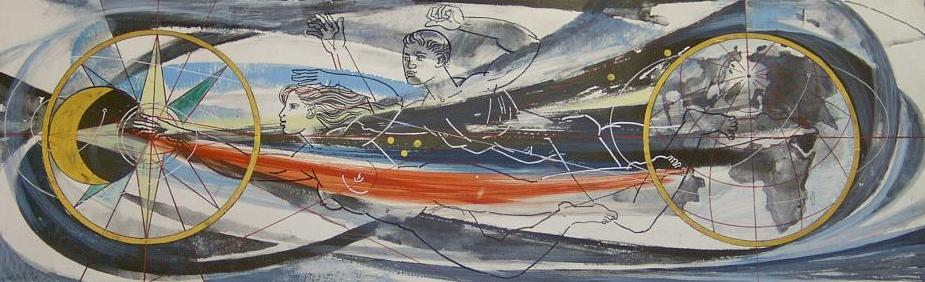
« L'Homme créé son monde », peinture murale de Walter Womacka auparavant située au siège du ministère.